# 国际卫生局
国际卫生局（法語：Office International d'Hygiène Publique，簡稱OIHP）是世界上第一个致力于推动全世界卫生工作的国际组织，供各成员国就突发卫生事件的出现和疾病的传播情况交换信息，并提供有关卫生方面的建议。卫生局于1907年12月9日成立，总部位于法国巴黎，於1946年并入世界卫生组织。

## 历史
国际卫生局的成立的目的是监督有关船舶和港口检疫是否合规，以防止鼠疫和霍乱的传播，并执行其他公约。进而参与应对其他流行病，收集关于各种疾病更广泛的流行数据，同时还涉及诸如对药用鸦片、大麻以及其他药物的管控等和  第一次世界大战卫生方面的诸多问题。 
最早在 1903 年于巴黎举行的国际卫生会议上，提出了设立一个国际机构来解决获取诸如全球霍乱和黄热病等传染病的有关信息及如何告知各国的问题。法国政府后来承担了起草设立国际卫生局的提案的任务，草案最终在 1907 年 8 月提交。同年 12 月 3 日，在罗马举行了后续会议，与会代表来自比利时、巴西、英属印度、埃及、法国、英国、荷兰、意大利、葡萄牙、罗马尼亚、俄罗斯、西班牙、瑞士和美国。除了罗马尼亚的代表外，所有代表都在 12 月 9 日签署了组织章程。
1908年11月4日，一个由上述与会代表组成的委员会在巴黎外交部召开会议。此次会议促成了该机构常设形式的规划蓝本。规定了委员会的职责是创建该机构，制定其规章制度，提供经费，并指导其初期的运作。
国际卫生局是国际联盟卫生组织（Organisation d'Hygiène）架构的一部分。国际卫生局与国际联盟卫生委员会之间常是竞争关系，不过他们有时也会开展合作。 
在20世纪20年代后期，国际卫生局帮助希腊和中国重建了公共卫生服务体系。
1930年，国际卫生局常务委员会在应对地中海沿岸多个港口爆发的鼠疫疫情中发挥了重要作用。在此次疫情中，委员会首先要求获取抗鼠疫疫苗的类型和数量等信息。委员会还委派了一个团队去研发一种能够识别多种细菌的血清。
1946年7月22日各国签署各项议定书解散了国际卫生局。 1947年1月1日，国际卫生局的流行病学部门被并入了世界卫生组织临时委员会。然而之后仍维持着名义上的存续状态，直至1952年通过特别议定书完成与世卫组织的正式衔接程序，其才被正式解散。

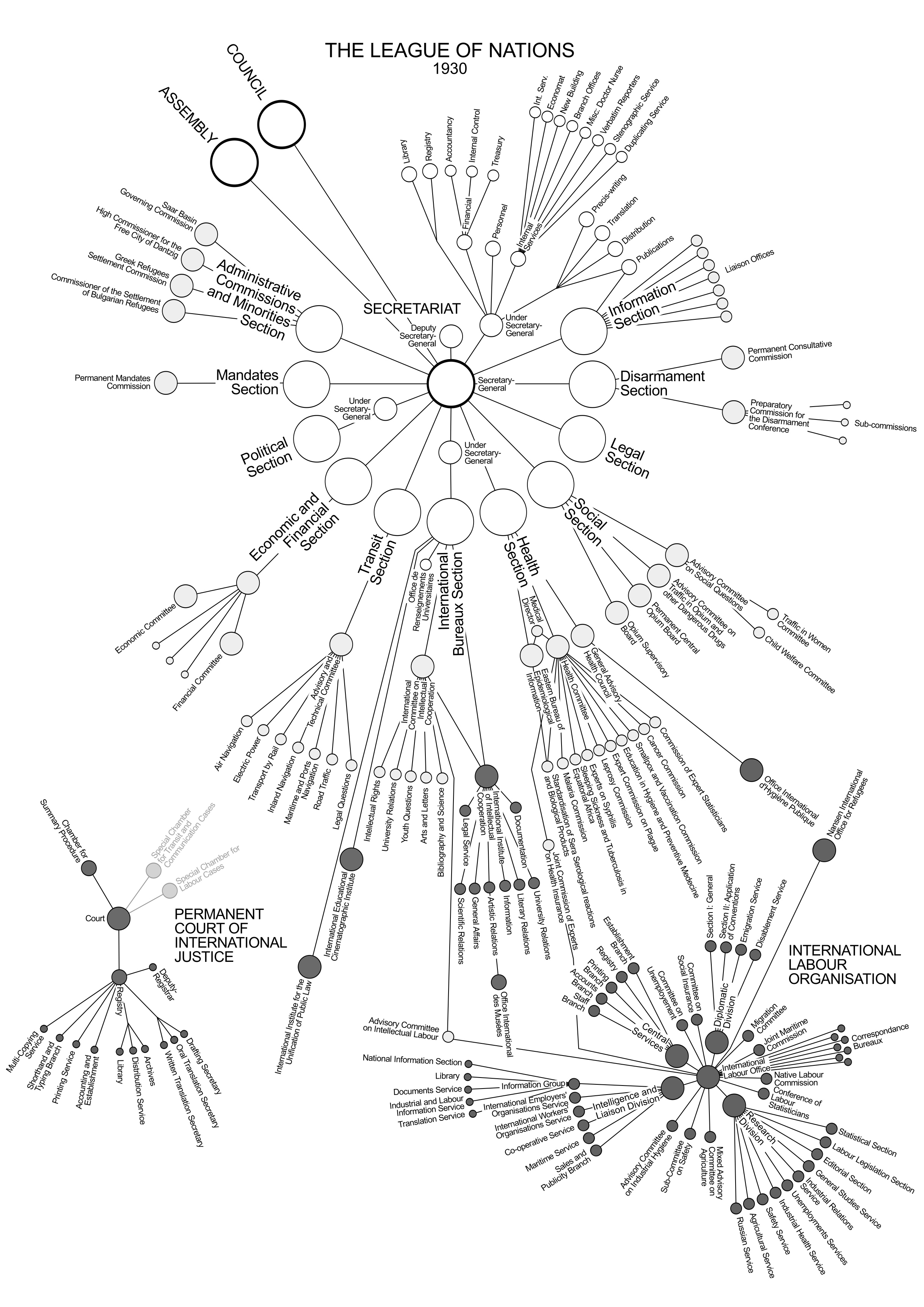
截至1930年国际卫生局的组织结构图

## 组织架构
国际卫生局由一个“常务委员会”管理，该委员会先后由罗科·桑托利奎多（1908年至1919年）、奥斯卡·韦尔格（1919年至1932年）、乔治·S·布坎南（乔治·西顿·布坎南，1932年至1936年）掌舵。
截至1933年，国际卫生局由以下缔约方组成：
- 阿根廷, 1910
- , 1909
- 比属刚果, 1927
- 比利时, 1907
- 玻利维亚, 1912
- 巴西, 1907
- 英国 英属自治领 , 1927
- 英国 英属印度, 1908
- 保加利亚, 1909
- 加拿大, 1910
- 智利, 1912
- 丹麦, 1913
- 荷蘭 (荷属东印度), 1925
- 埃及, 1907
- 法國, 1907
- 法属阿尔及利亚, 1910
- 法属赤道非洲, 1929
- 法属印度支那, 1914
- 法属西非, 1920
- 德国, 1928
- 英国 , 1907
- 希腊, 1913
- 汉志王国, 1932
- 愛爾蘭 , 1928
- 義大利, 1907
- 日本, 1924
- 盧森堡, 1926
- 马达加斯加, 1920
- 摩洛哥, 1920
- 墨西哥, 1909
- 摩納哥, 1913
- 荷蘭, 1907
- 挪威, 1912
- 新西兰, 1924
- 秘魯, 1908
- 伊朗王國, 1909
- 波蘭, 1920
- 葡萄牙, 1907
- 羅馬尼亞, 1921
- 苏丹, 1926
- 瑞典, 1909
- 瑞士[來源請求]
- 捷克斯洛伐克, 1922
- 南非联邦 , 1919
- 西班牙, 1907
- 法属突尼斯保护国, 1908
- 土耳其, 1911
- 美国, 1907
- 苏联, 1926 (最初在 1907 年是以  俄罗斯帝国 的名义缔约)
- 乌拉圭, 1913